# Рио-Саладо (река, впадает в Ла-Плату)
Рио-Саладо (исп. Río Salado, «солёная река») — река в Аргентине, впадает в эстуарий Ла-Платы.
Длина — 640 или 650 км, площадь водосборного бассейна — 87775 км². Исток реки — небольшое озеро Ла-Пантаноса западнее Буэнос-Айреса, русло реки параллельно нижнему течению Параны, устье — Ла-Плата. Протекает Рио-Саладо по южной части Лаплатской низменности по территории провинции Буэнос-Айрес. Долина реки равнинная. Средний расход воды — 80 м³/с.
В долине реки проживает более 600 тыс. человек, развито сельское хозяйство.
До обретения Аргентиной независимости в XIX веке Рио-Саладо была границей между территорией, населённой индейцами, и землями, на которых селились выходцы из Европы.